# Войны против хо

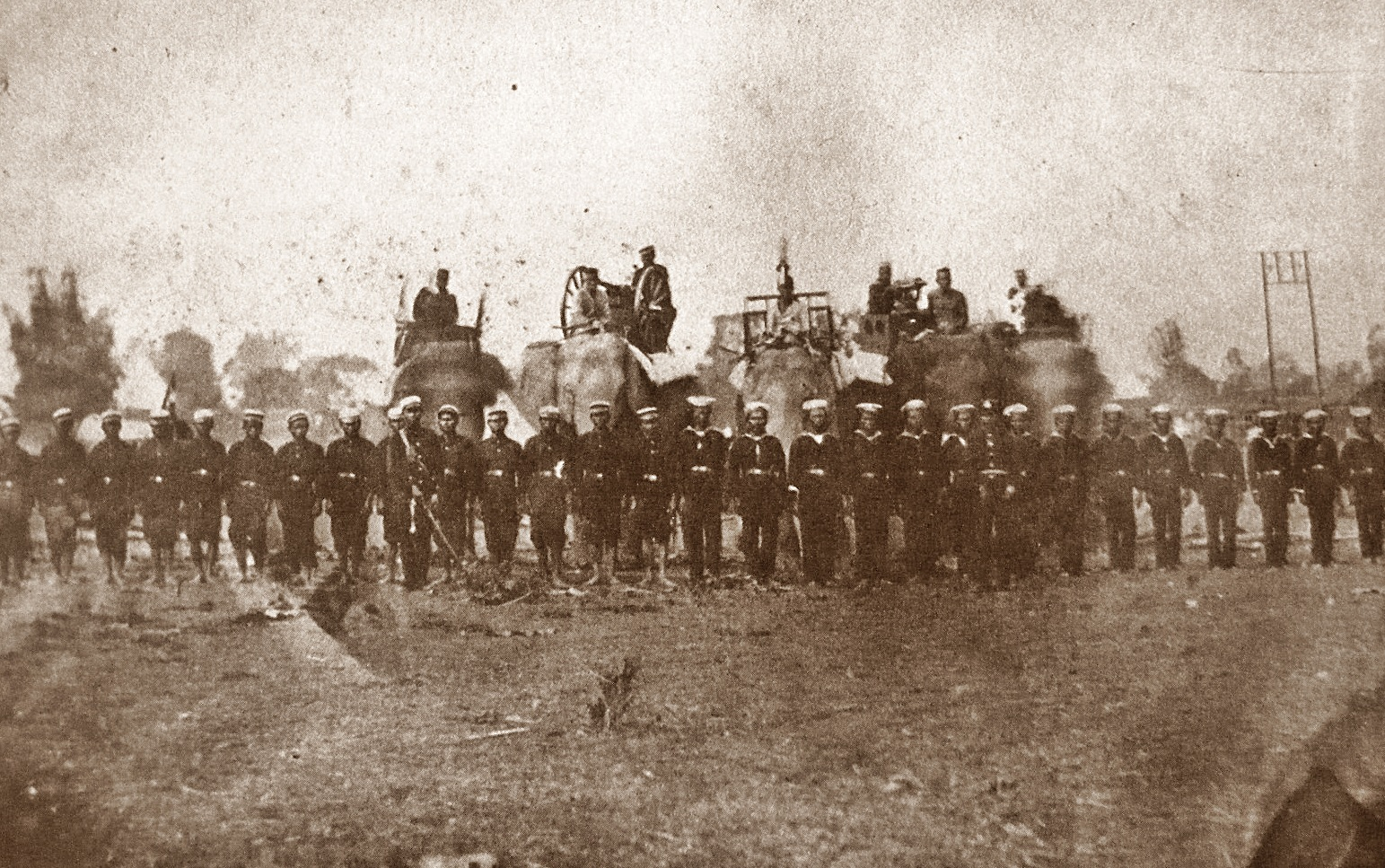
Сиамская армия во время войн против Хо

Войны против хо — боевые действия 1865—1890 годов в Юго-восточной Азии против различных группировок тайпинов (получивших в местной истории название хо), отступивших из Китая в Индокитай.

## Предыстория
Первые группировки тайпинов, разбитых правительственными войсками в Китае и бежавших на территорию Вьетнама, появились в северном Вьетнаме (Бакки) во второй половине 1862 года. Эта повстанческая китайская армия, вместе с горными нунгами превышавшая 10 тысяч человек, захватила провинциальный центр Туиенкуанга и стала угрожать Шонтаю и Бакниню. Другие отряды тайпинов численностью в 2 тысячи человек захватили провинциальный центр Каобанга, и только пришедшие из Лангшона правительственные войска смогли его отбить. Так как первые встреченные вьетнамцами тайпинские отряды воевали под чёрными флагами, то за всеми подобными группировками закрепилось название «хо» («чёрные»), хотя другие отряды воевали под жёлтыми, белыми и т. п. флагами.
В последующие годы из Китая вытеснялись всё новые и новые группировки тайпинов. Занятые войной с французами и подавлением внутренних мятежей, вьетнамские власти не смогли их разгромить, и бои шли с переменным успехом. «Флагам» (тайпинам, к которым присоединялись местные вьетнамские повстанцы, да и просто бандиты) удалось взять под контроль некоторые территории северного Вьетнама и лаосских княжеств. К концу 1871 года в руках китайско-вьетнамских мятежников оказался почти весь север Бакки.
Наиболее сильной тайпинской группировкой в это время командовал вождь «чёрных флагов» Лю Юнфу, обосновавшийся в Лаокае. Вторыми по силе были «жёлтые флаги», державшие поначалу под контролем значительную часть Туиенкуанга. Предводители тайпинов, принадлежавшие к различным группировкам «флагов», собирали налоги с населения и непрерывно воевали как с местными вьетнамскими властями, так и друг с другом.

## «Флаги» против французов
Весной 1873 года в Ханое произошёл конфликт между французским коммерсантом Жаном Дюпуи и вьетнамскими властями. В ноябре французский генерал-губернатор Кохинхины Дюпре вызвал из Шанхая морского офицера Франсиса Гарнье и поручил ему «восстановить спокойствие в Бакки». 5 ноября Дюпюи и Гарнье были уже в Ханое. Вьетнамские власти восприняли Гарнье в качестве посланца мира, обязанного разрешить конфликт с Дюпюи, однако после прибытия в Ханой Гарнье расквартировал в окрестностях города французский отряд и, утверждая, что приехал для соблюдения условий договора 1862 года, сразу же заявил о своём стремлении принять участие в «уничтожении бандитов», а также о намерении «облегчить условия торговли в Тонкине», что означало «открытие» Красной реки для свободной торговли.
Вьетнамские власти решительно отказались пересматривать условия торговли в Бакки. Они призвали Гарнье принять участие в совместной борьбе с «бандитами на суше и на море», но запретили вьетнамским купцам вступать с ним в деловые контакты. Тогда Гарнье предъявил вьетнамским чиновникам ультиматум: до 6 часов утра 20 ноября 1873 года дать согласие на открытие Красной реки для свободной торговли, распустить гарнизон и сдать ханойскую крепость. По истечении срока ультиматума Гарнье взял крепость штурмом. Часть гарнизона была уничтожена, некоторые бежали в Шонтай к полусамостоятельному правителю Хоанг Та Виему и отрядам «чёрных флагов». Используя полную растерянность и недееспособность вьетнамских властей провинций значительной части Бакки, Гарнье захватил ещё ряд крепостей, и стал устанавливать в завоёванных районах администрацию из местных католиков.
На занятой территории стало развёртываться сопротивление захватчикам. В провинции Шонтай отрядами добровольцев командовал примирившийся с правительством и назначенный главнокомандующим всеми войсками Бакки Хоанг Та Вием. В Лаокае положение контролировали китайские отряды «чёрных флагов». 21 декабря 1873 года объединённые силы Хоанг Та Виема и «чёрных флагов» напали на Ханой. Во время ответной вылазки завлечённый в ловушку Гарнье был убит. Смерть Гарнье вызвала подъём антифранцузских настроений. Ситуация изменилась настолько, что правящие круги Франции были вынуждены осудить действия Гарнье и организовать эвакуацию его войск из Северного Вьетнама. Так как разгром французов привёл бы не к восстановлению власти центра на Севере, а к переходу её в руки неуправляемых повстанцев, китайских «флагов» и ненадёжного Хоанг Та Виема, то было достигнуто соглашение, согласно которому французы должны были уйти из занятых крепостей, передав власть представителям законного правительства в Хюэ.

## «Флаги» захватывают северный Индокитай
Ещё в 1872 году отряды разбитых в китайской провинции Юньнань «красных флагов» и «полосатых флагов» начали переходить через границу в северный Лаос. В 1873 году «красные флаги» разграбили Дьенбьенфу, а «полосатые флаги» захватили княжество Пхуан. В 1874 году вьетнамский император Нгуен Зык Тонг и король Луангпхабанга Ун Кхам отправили объединённую армию для разгрома агрессоров, однако та была разбита, а Унг — князь Пхуана — убит. Торжествующие «флаги» нанесли ответный удар и разграбили Вьентьян, а Ун Кхам запросил срочной помощи у Сиама, вассалом которого являлся Луангпхабанг.

## Походы сиамских войск
Весной 1875 года сиамские войска пересекли Меконг у города Нонгкхай, чтобы атаковать главную базу «флагов». Однако хо уклонились от решающего сражения и отступили в горы Пхуана и Хуапхана. Когда в следующем году сиамские войска ушли, банды «флагов» вернулись к своим прежним занятиям.
В 1883 году, в виду новой угрозы со стороны хо, Ун Кхам опять обратился в Бангкок за помощью. В 1884—1885 году сиамский экспедиционный корпус атаковал хо, но опять без особого успеха.

## Франко-китайская война
В 1884 году Франция принудила Вьетнам заключить мирный договор, по которому она устанавливала протекторат над всем Вьетнамом. Цинское правительство отказалось признать вьетнамо-французский мирный договор. В июне 1884 года китайские войска уничтожили французские отряды, которые прибыли во Вьетнам для того, чтобы его занять согласно договору. Французское правительство использовало это как предлог к войне.
Лю Юнфу со своими отрядами «чёрных флагов» присоединился к китайскому экспедиционному корпусу, воевавшему во Вьетнаме против французов. По требованию французов одним из условий мирного договора, завершившего войну, был уход войск «чёрных флагов» из Вьетнама. Китайское правительство даровало прощение бывшим повстанцам, и Лю Юнфу с частью своих людей вернулся в Китай; остальные же хо предпочли остаться, и присоединились к местным бандитам.

## Хо в лаосских землях
В июне 1887 года Луангпхабанг подвергся нападению отрядов хо, которые в отсутствие сиамских войск захватили столицу и разрушили её. Престарелый правитель Ун Кхам был спасён из горевшего дворца людьми Пави и бежал под защиту прибывших сиамских отрядов. Воспользовавшись растерянностью Ункхама, Пави предложил ему покровительство Франции; одновременно в Бангкок было направлено сообщение об изменении статуса Луангпхабанга. Под предлогом необходимости обороны французских владений во Вьетнаме от повторных вторжений «чёрных флагов» французская сторона потребовала от правительства Сиама согласия на создание комиссии по установлению границ между Сиамом и «зоной французского влияния». В январе 1889 года Ункхам был восстановлен на троне Луангпхабанга.
Окончательно отряды «флагов» были разбиты усилиями французских и сиамских войск в середине 1890-х годов.